# آنجلو کوسیچ
آنجلو کوسیچ (زادهٔ ۸ ژوئن ۱۹۹۵) یک کاراته‌کا اهل کرواسی است. وی در رقابت‌های کاراته قهرمانی اروپا ۲۰۲۲ که در غازیان‌تپ ترکیه برگزار شد، در وزن ۸۴+ کیلوگرم کومیته مردان به مدال طلا دست یافت. او دو مدال از جمله طلا در مسابقات خود در بازی‌های اروپایی دارد.

## دوران حرفه ای
در سال ۲۰۱۷، کوسیچ در مسابقات کومیته ۸۴+کیلوگرم مردان در مسابقات جهانی که در وروتسواو، لهستان برگزار شد، شرکت کرد. او در مرحله حذفی حذف شد. کوسیچ در مسابقات کومیته ۸۴+ کیلوگرم مردان در بازی‌های اروپایی ۲۰۱۹ که در مینسک، بلاروس برگزار شد، مدال نقره را به دست آورد. او در سال ۲۰۲۱ در مسابقات جهانی کاراته که در دبی، امارات متحده عربی برگزار شد، یکی از مدال‌های برنز وزن ۸۴+ کیلوگرم مردان را به دست آورد. کوسیچ در بازی‌های مدیترانه‌ای ۲۰۲۲ که در اوران، الجزایر برگزار شد، مدال طلای وزن ۸۴+ کیلوگرم مردان را به دست آورد. او در فینال هوسین دایخی از الجزایر را شکست داد. او در مسابقات جهانی ۲۰۲۲ که در بیرمنگام، ایالات متحده برگزار شد، در ماده کومیته ۸۴+ کیلوگرم مردان مدال نقره را به دست آورد. کوسیچ در مسابقات کاراته قهرمانی اروپا ۲۰۲۳ که در گوادالاخارا اسپانیا برگزار شد، یکی از مدال‌های برنز وزن ۸۴+ کیلوگرم مردان را به دست آورد. وی همچنین یکی از مدال‌های برنز کومیته تیمی مردان را به دست آورد. چند ماه بعد، او مدال طلا را در مسابقات خود در مسابقات اروپایی ۲۰۲۳ که در لهستان برگزار شد، به دست آورد. در جریان مسابقه مدال طلا حریف او فاتح شن از ترکیه محروم شد و مدال نقره ای دریافت نشد.